# Liberación
Liberación é um distrito do Paraguai, localizado no departamento de San Pedro. Possui área de 586,59 km² e 24 287 habitantes. Emancipada em 24 de junho de 2011, sendo independente do município de Choré. Anteriormente o local era conhecido pelo nome de Cruce Liberación. 

## Transporte
O município de Liberación é servido pela seguinte rodovia:
- Ruta 03, que liga a cidade de Assunção ao município de Bella Vista Norte (Departamento de Amambay).
- Caminho em pavimento ligando a cidade ao município de Choré [3][4][5]